# Баогага

Баогага (Вайли bga-) — дакчха тибетской инициали (бао — приставка, га — коренная, ачунг — нулевая финаль, произношение — га).
Одна из 21 инициалей с коренной «га» и одна из 40 инициалей с приставкой «бао».
В словаре располагается между даогага и баогаятагья.

## Слова
- Гемо (Вайли bgad.mo.) — смех.
- Тибетско-русский словарь Рерих Ю. Н. (Баогага — 2-й том, стр.164-167)